# Camptopoeum
Camptopoeum is een geslacht van vliesvleugelige insecten uit de familie Andrenidae

## Soorten
- C. abbasi (Warncke, 1985)
- C. afghanicum Patiny, 1999
- C. altaicum Morawitz, 1892
- C. armeniacum (Warncke, 1972)
- C. bactrianum Popov, 1960
- C. clypeare Morawitz, 1894
- C. friesei Mocsáry, 1894
- C. frontale (Fabricius, 1804)
- C. guichardi Patiny, 1999
- C. handlirschi Friese, 1900
- C. iranellum (Warncke, 1985)
- C. khuzestanum (Warncke, 1985)
- C. kuznetzovi (Cockerell, 1929)
- C. longicephalum (Warncke, 1987)
- C. mirabile Morawitz, 1875
- C. nadigi (Warncke, 1972)
- C. nasutum (Spinola, 1838)
- C. negevense (Warncke, 1972)
- C. nigrotum (Warncke, 1987)
- C. pictipes (Morawitz, 1876)
- C. pseudoruber (Warncke, 1987)
- C. ruber (Warncke, 1987)
- C. rufiventre Morawitz, 1880
- C. sacrum Alfken, 1935
- C. samarkandum (Radoszkowski, 1872)
- C. schewyrewi Morawitz, 1897
- C. simile (Pérez, 1895)
- C. subflavum (Warncke, 1987)
- C. variegatum (Morawitz, 1876)
- C. warnckei Patiny, 1999